# Rendimenti marginali
In economia, con la locuzione rendimenti marginali si indica la relazione che sussiste fra il prodotto marginale di un fattore produttivo e la quantità stessa del fattore, ceteris paribus. In particolare, il rendimento marginale è il rendimento che produce l'utilizzo di una unità in più del medesimo fattore, a parità di altre condizioni. I rendimenti marginali possono essere:
- costanti, quando un aumento della quantità del fattore in questione mantiene invariato il prodotto marginale di tale fattore;
- crescenti, quando ad un aumento della quantità del fattore in questione corrisponde un aumento del prodotto marginale di tale fattore;
- decrescenti, quando ad un aumento della quantità del fattore in questione corrisponde una diminuzione del prodotto marginale di tale fattore.